# Minarett

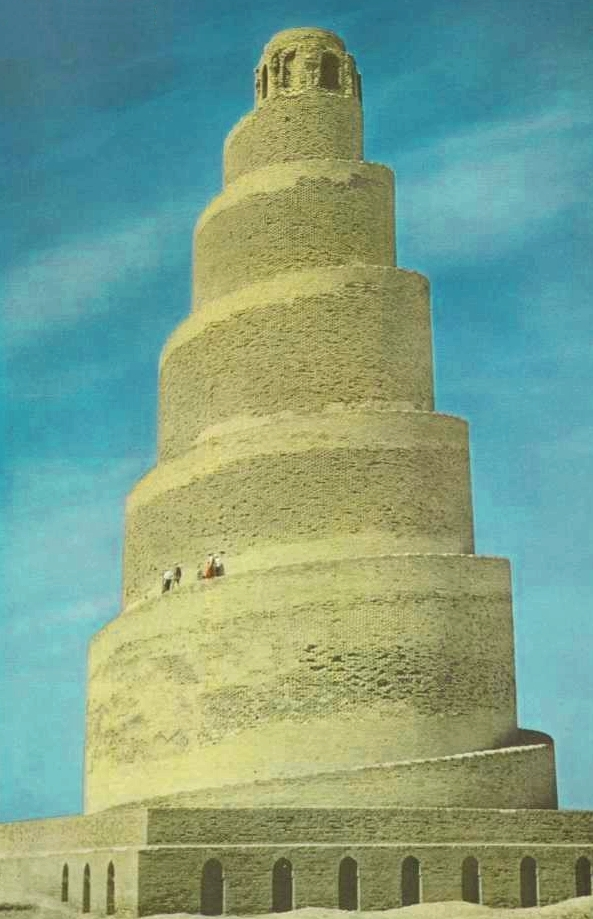
Das Minarett der Großen Moschee von Samarra wurde im Jahr 852 erbaut und ist eines der ältesten erhaltenen Minarette.

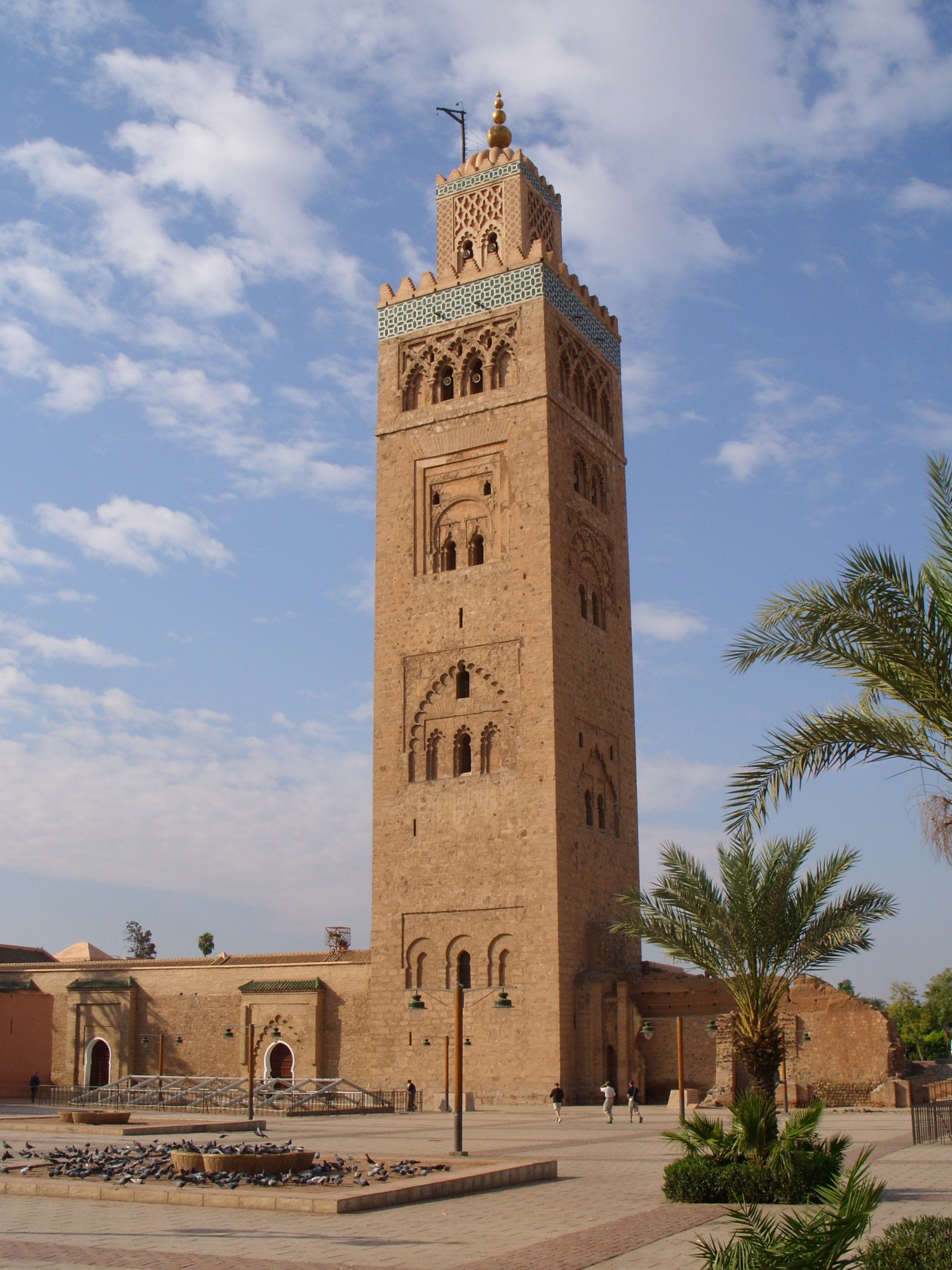
Das um 1180 von den Almohaden erbaute Minarett der Koutoubia-Moschee in Marrakesch orientiert sich laut al-Marrākuschī am antiken Leuchtturm von Pharos.

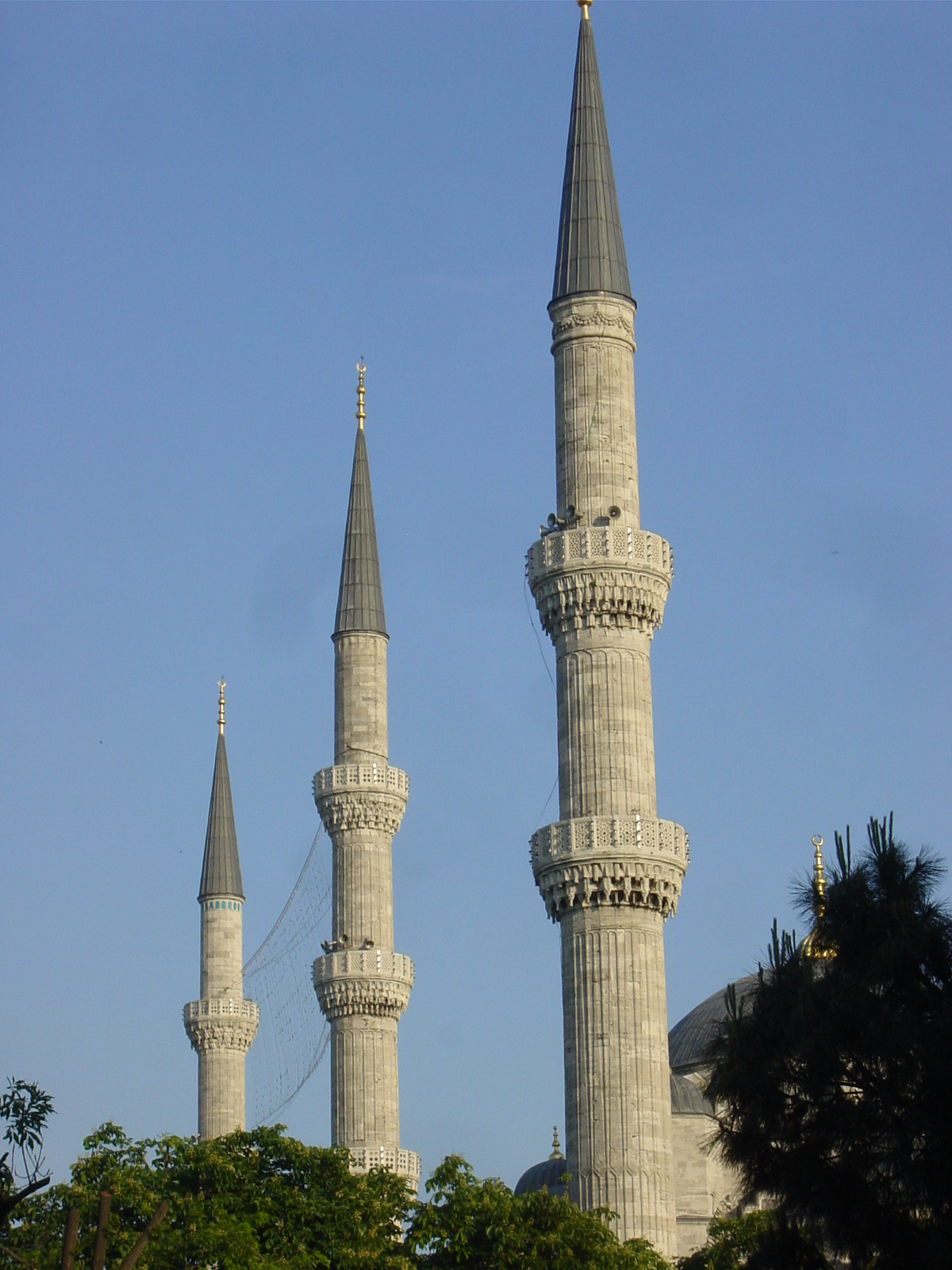
Die um 1615 erbauten Minarette der Sultan-Ahmed-Moschee in Istanbul zeigen den klassisch-osmanischen Stil: Runder Schaft unten (türkisch gövde), Balkon (şerefe), oberer Schaft (petek), Spitzkegeldach (külah) und vergoldeter Kugelstab-Bekrönung (alem).

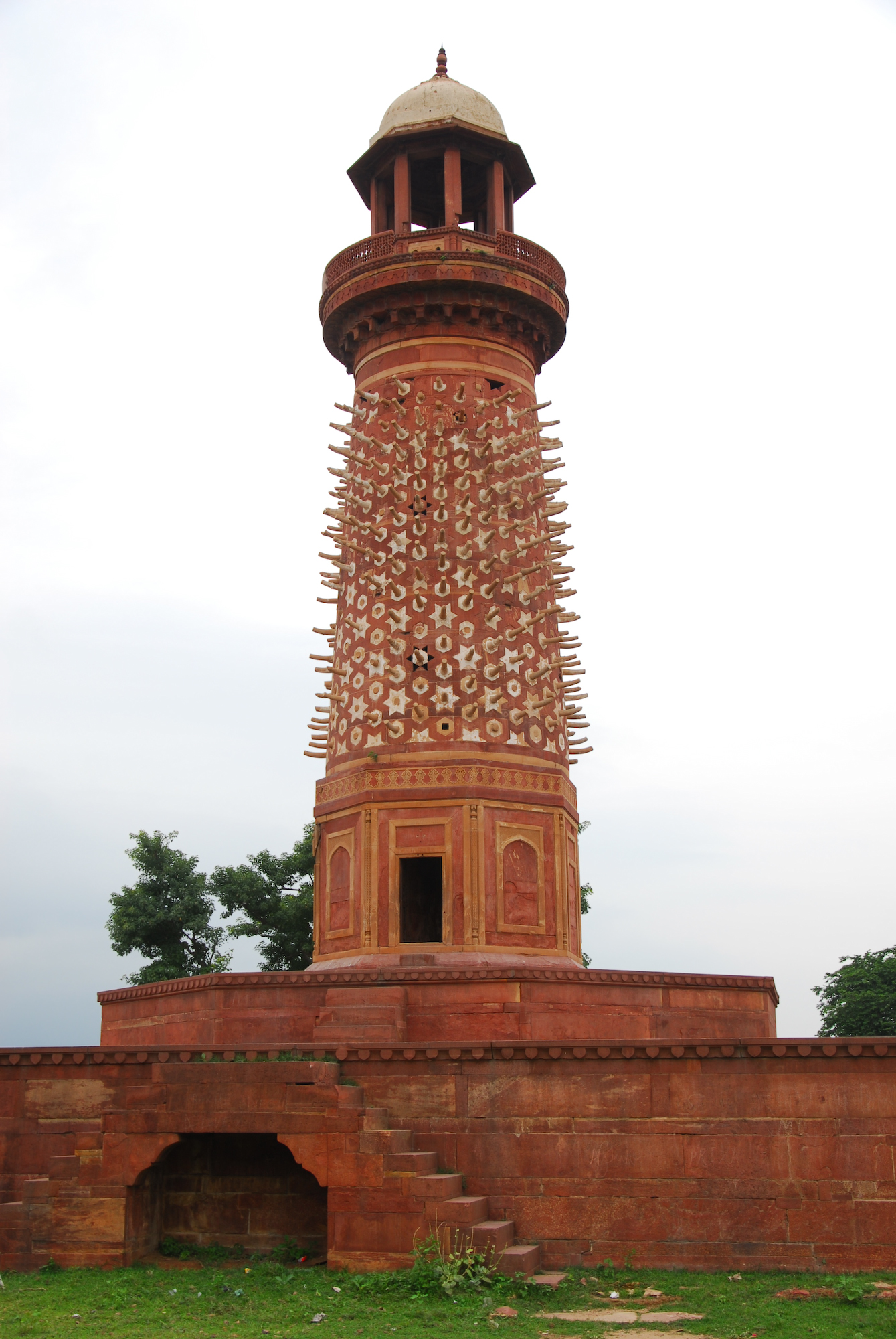
Das Hiran Minar (um 1600) in der mogulzeitlichen Residenzstadt Fatehpur Sikri ist nicht an eine Moschee gebunden; es diente wahrscheinlich als Beobachtungs- oder Jagdturm.

Ein Minarett (selten Minar,  arabisch منارة manāra, ursprünglich: „Leuchtturm“, oder مئذنة / miʾḏana) ist ein erhöhter Standplatz oder Turm für den Gebetsrufer (Muezzin) bei oder an einer Moschee; von hier werden Muslime fünfmal am Tag zum Gebet gerufen. Auch säkulare Turmbauten der islamischen Welt können als minar bezeichnet werden, etwa das Chor Minar oder das Hashtsal Minar in oder bei Delhi sowie das Hiran Minar in Fatehpur Sikri.

## Etymologie
Die deutsche Wortform Minarett ist eine Entlehnung des französischen Wortes minaret, welches über das türkische mināre vom Femininum manāra / منارة zu manār / منار aus dem Arabischen abstammt und ursprünglich „Leuchtturm“, wörtlich „Ort des Lichts“ oder „Ort des Feuers“ (von nār / نَار / ‚Feuer‘), bedeutete und jeden erhöhten Platz bezeichnete, von dem aus man mit Feuer oder Rauch Zeichen geben konnte. Vom gleichen semitischen Wortstamm gebildet ist das hebräische Wort Menora, das einen in der Antike zerstörten siebenarmigen Leuchter bezeichnet, der zu einem der wichtigsten Symbole des Judentums geworden ist.

## Geschichte
Das erste Minarett wurde wahrscheinlich in Syrien erbaut, andere Historiker halten das Minarett der Moschee von Qairawān in Tunesien für das älteste. Es ist seit der Herrscherfamilie der Umayyaden (661–750) gebräuchlich. In einigen der ältesten Moscheen wie der Umayyaden-Moschee in Damaskus dienten Minarette ursprünglich als von Fackeln erhellte Wachtürme – daher die Wortherkunft aus dem Arabischen nur / نور / ‚Licht‘. Heute dient ein Minarett hingegen weitgehend als ein in der Tradition verhaftetes architektonisches Dekor- oder Repräsentationselement, da die Gebetsrufe (Adhān / أذان) in den meisten modernen Moscheen mittels Lautsprechern aus dem Betsaal ausgerufen werden.

## Architektur
Aus Gründen der Bausymmetrie und Bauästhetik sowie des Status des Auftraggebers wird die Anzahl der Minarette mitunter auf zwei, vier oder sechs erhöht; die al-Haram-Moschee in Mekka hat sogar neun Minarette. Die meisten Moscheen besitzen nur ein einzelnes Minarett, das an der Moschee angebaut ist. Formal unterscheidet man Minarette mit rundem, quadratischem und polygonalem (meist achteckigem) Grundriss, die in der Osmanischen Architektur oft nadelförmige Spitzen erhielten. Ihre Geschossgliederung erfolgt häufig durch umlaufende Balkone (şerefe); die dekorative Außengliederung übernehmen farbig glasierte Ziegel, Ziegelmosaiken oder kalligraphische Schriftzeichen (siehe Minarett von Dschām oder Qutb Minar). Optische Vor- und Rücksprünge werden durch Nischen und Gesimse hervorgerufen. Minarette besitzen häufig einen kleinen, allseitig durchbrochenen Aufsatz, der in der Fachliteratur oft als Laterne bezeichnet wird; in der indo-islamischen Architektur werden diese Aufsätze chhatris genannt.
Mit etwa 72 m war das um 1300 im Süden der indischen Stadt Delhi aus Ziegelsteinen erbaute Qutb Minar lange Zeit das höchste Bauwerk der islamischen Welt. Das mit 210 m bei seiner Fertigstellung 1993 höchste Minarett der Welt befindet sich in Casablanca als Bestandteil der Hassan-II.-Moschee. Die 2019 vollendete Große Moschee von Algier hat das derzeit mit ca. 265 m Höhe weltweit höchste Minarett, das bei Fertigstellung zugleich das höchste Gebäude Afrikas war.

## Bedeutung
Das Minarett ist nicht nur das Wahrzeichen einer Moschee, es diente auch als Wachturm. Als Signalturm dienten Minarette der Orientierung für Karawanen. Das Weiße Minarett in der nordindischen Stadt Qadian ist ein Symbol der Ahmadiyya.
An bestimmten islamischen Festtagen in der Türkei werden Minarette mit Lichtern und Spruchbändern (Mahya) geschmückt.

## Sonderfälle
Sonderfälle sind die einigen zentralasiatischen und indischen Grabbauten der Mogulzeit zugeordneten und meist dekorativ oder repräsentativ gemeinten Schmuckminarette: Gur-Emir-Mausoleum (Samarkand), Akbar-Mausoleum (Sikandra) und Itmad-ud-Daulah Mausoleum (Agra). Auch die vier rahmenden Minarette des Taj Mahal (Agra) und des Bibi-Ka-Maqbara (Aurangabad) sind in diesem Zusammenhang zu nennen, doch gehört zum Gesamtkomplex der beiden letztgenannten Bauten immerhin eine – wenn auch nur in Randlage platzierte – Moschee ohne eigene Minarette. Ein weiterer Sonderfall sind die vier minarettähnlichen Türme am 1591 erbauten und überwiegend repräsentativen Zwecken dienenden Torbau des Charminar in Hyderabad.
In der Kadscharenzeit rief im Iran der Muezzin von Guldastas, hölzernen Pavillons auf den Iwan-Dächern der Hofmoscheen, anstelle von Minaretten zum Gebet.

## Bauverbot für Minarette
Der Schweizer Minarettstreit gipfelte in einer 2009 durchgeführten Volksabstimmung, deren Ergebnis zu einem Bauverbot für Minarette in der Schweiz führte. Islamkritische und islamfeindliche Parteien in anderen europäischen Ländern begrüßen das Schweizer Abstimmungsergebnis und arbeiten auf ein entsprechendes Bauverbot in ihren Ländern hin: die AfD in Deutschland, die Partij voor de Vrijheid in den Niederlanden, der Front National in Frankreich und in Dänemark die Dansk Folkeparti. In Deutschland gibt es 206 Minarette (Stand 2009), in Österreich und in der Schweiz je 4 Minarette (Stand 2014).